# カロリング小文字体

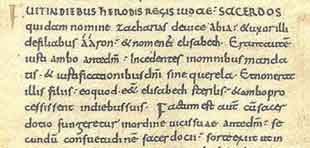
10世紀のウルガタ聖書、ルカ 1:5-8写本.

カロリング小文字体（カロリングこもじたい、英語: Carolingian minuscule）またはカロリング体とは、ヨーロッパにおける書法の標準として発達した書体である。これにより、ラテン文字を使用する異なる地域の識字階層の意志疎通が容易になった。カロリング小文字体は、西暦800年から1200年ごろにかけて、神聖ローマ帝国で使われた。コデックス、非キリスト教、キリスト教のテキストに使われ、カロリング・ルネサンスを通じてカロリング小文字体で教育書が書かれた。この書体はブラックレターに発展し使われなくなったが、イタリア・ルネサンスで復興され、近代の書体の基本になった。

## 発生

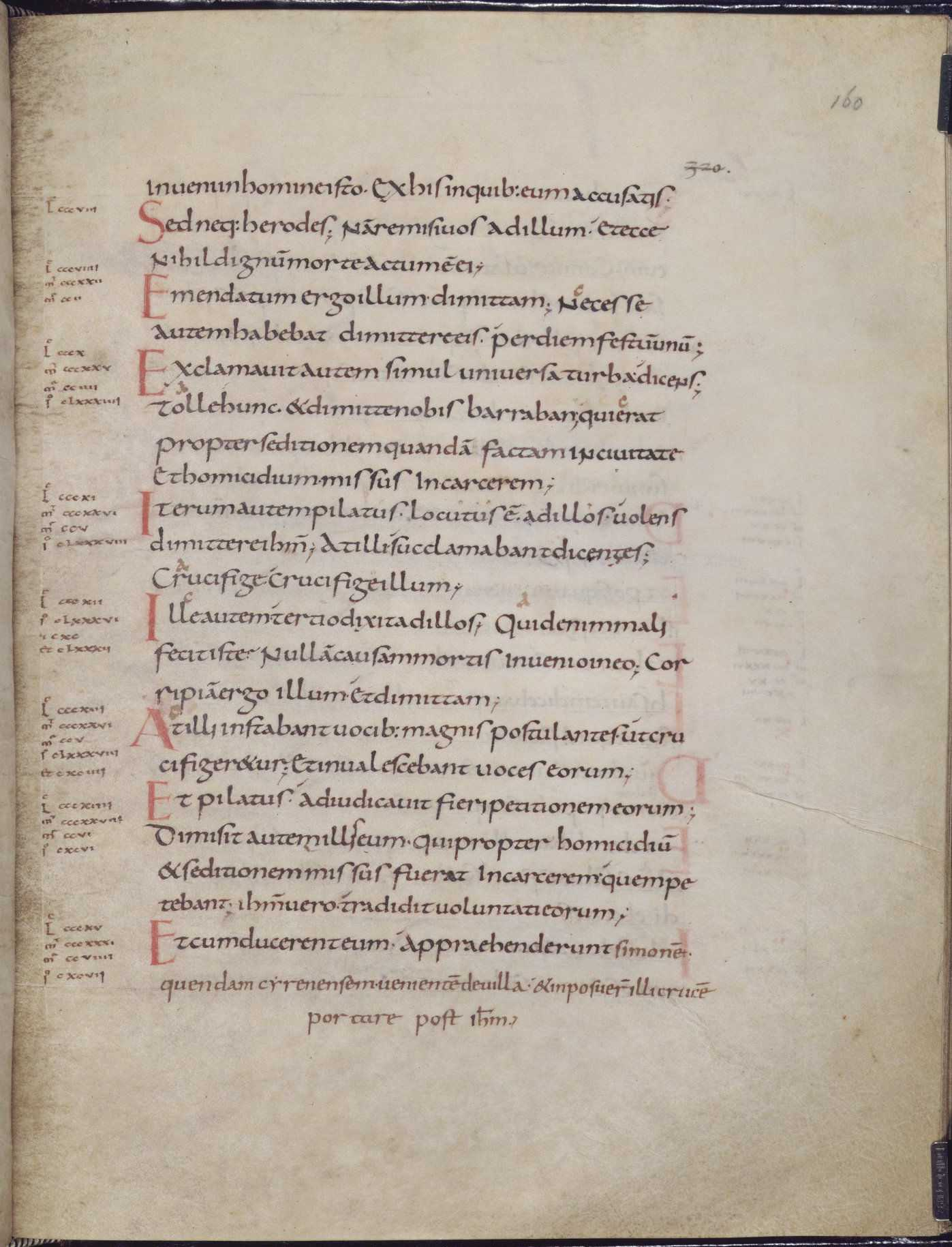
カロリング小文字体で書かれたカロリング朝の福音書(大英博物館 MS Add. 11848)の1ページ(160v)。ウルガタ聖書、ルカ 23:15-26

カロリング小文字体の起源はローマの半アンシャルとその筆記体にさかのぼる。これら書体はヨーロッパ大陸でさまざまな小文字書体を生んだ。またアイルランドとイングランドの修道院で使われたインシュラー体の特徴も受けついでいる。
カロリング小文字体の発生は、部分的にはカール大帝の庇護の元で行われた。カール大帝は教育に大きな興味を示しており、その伝記を記したアインハルトによると、
Temptabat et scribere tabulasque et codicellos ad hoc in lecto sub cervicalibus circumferre solebat, ut, cum vacuum tempus esset, manum litteris effigiendis adsuesceret, sed parum successit labor praeposterus ac sero inchoatus.
(帝は)また文章を書こうと試みた。そのためにベッドの中で枕の下に書字板やノートを持ちこむのを習慣にしていて、空いた時間には手が文字を形作るように慣らそうとした。しかし、秩序だっておらず、かつ始めるのが遅すぎた勉学は、あまり成功しなかった。
カール大帝自身は完全に読み書きできるようにならなかったが、識字の価値と、彼の帝国内で統一した書体を用いることの意味を理解していた。カール大帝はイングランドの学者アルクィンを宮廷の学校と、当時の首都であったアーヘンの写字室の経営のために招いた。当時は、メロヴィング体とドイツ体をカロリング体に置きかえる努力が払われている最中であった。アルクィンは782年から796年まで、2年間の休暇を除いてアーヘンの指導者をつとめた。新しい小文字体は初めアーヘンから広まった。アダ福音書がその典型である。796年にアルクィンが宮廷の勤務から退いて、トゥールのマルムーティエ修道院の修道院長として写字室の再建を行うと、そこが影響の強い写字室になった。

## 特徴
カロリング小文字体は統一された丸みをおびた形で、はっきり区別できる字体と規律性を持っており、読みやすいのが特徴である。はっきりした文頭の大文字と、単語の間の空白が（我々には当然のことと見える規範であるが）カロリング小文字体の標準になった。これはカロリング朝の領土全体にわたって文化的に統一性のある標準化を獲得しようという運動の結果のひとつであった。
写本や古典文学が小文字で書かれるようになった後になっても、伝統的な憲章は、はるか後までメロヴィング体で書かれ続けた。ラテン語ではない各地の俗語であるゴート語や古英語などは、伝統的な各地の書体を使う傾向が強かった。
カロリング体は一般的にいって、当時の他の書体よりもリガチャを使うことが少ない。ただし、et (&)、ae (æ)、rt、st (ﬆ)、ct のリガチャは普通に使われている。d はしばしばアセンダが左に傾いたアンシャル形と同じ形であらわれるが、g は前の時代に一般的だったアンシャル体の g とは異なり、基本的に現在の小文字と同じ形をしている。アセンダは普通は「棍棒形」、すなわち上端に近い部分が太くなっている。
カール大帝の治世にあった8世紀から末から9世紀初めの初期書体では、まだ地域ごとに字体の大きな差が見られ、c を2つ並べた(cc)ようなアンシャル体の a は当時の写本にも見られる。同時期のベネヴェント体に見られるように、疑問符のような句読点も使われていた。カロリング小文字体は9世紀に栄え、この時期に地方ごとの書体から国際的標準が発達し、字体の変異は縮小した。s や v などの現代と同じグリフ(従来の「長いs」すなわち ſ および u と異なる)が出現しはじめ、アセンダは上部が太くなったあと、三角のくさび型で止められている。この書体は9世紀を過ぎると徐々に衰退していった。10世紀から11世紀にかけては、リガチャはまれで、アセンダは右に傾き、分岐によって止められるようになった。また、この頃 w の字が現れはじめた。
12世紀までに、カロリング体の文字はより角ばって書かれるようになり、文字の間隔が狭くなり、以前よりも読みにくくなった。この頃、現在と同じ点のある i が出現した。

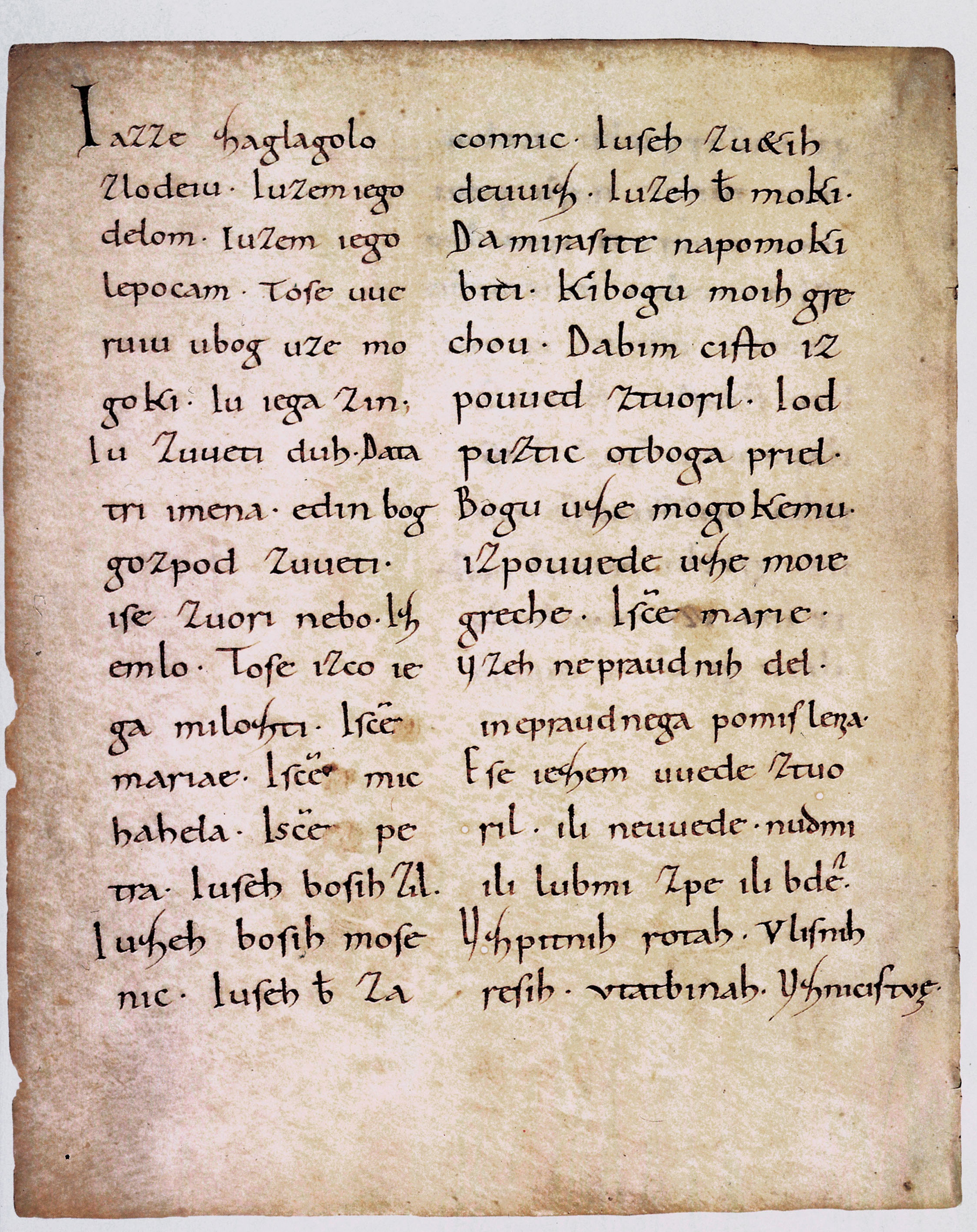
10世紀のフライジング写本の1ページ。カロリング小文字体で書かれたスロベニア語のテキスト

## 普及
この新しい書体は西ヨーロッパ全体、とくにカロリング朝の影響の強い地域で普及した。修道院長や司教の庇護で制作されはじめた、贅を尽くした作りの聖書日課では、読みやすさが重視された。カロリング体は遥かに離れた地域でも使われた。10世紀のフライジング写本は、最古のスロベニア語文献であり、ラテン文字で書かれた最古のスラブ語の記録であるが、カロリング小文字体で書かれている。スイスでは、カロリング体はラエティア体やアレマン体の形で使われた。ラエティア小文字体で書かれた写本は、a と t がインシュラー体に似て細字で書かれ、ri のようなリガチャが西ゴートやベネヴェント体に似ている。アレマン小文字体は、9世紀はじめの短い期間に使われ、通常大きくて太い字で、ラエティア体が傾いているのに対してアレマン体は非常にまっすぐに書かれる。オーストリアでは、ザルツブルクがカロリング体の中心地で、一方ドイツではフルダ、マインツ、ヴュルツブルクが中心地だった。ドイツの小文字体は楕円形をなして、非常に細字で、右に傾いて書かれる傾向がある。また、d のアセンダが左に傾いていたり、m や n の初画の縦棒など、アンシャル体の特徴も見られる。
北イタリアではボッビオの修道院が9世紀以来カロリング小文字体を使っている。しかし、カール大帝とその継承者の影響の外では、この新しい書体はローマ教皇庁によって拒まれた。にもかかわらず、10世紀以降のローマではロマネスカ体が発展した。イングランドとアイルランドでは、10世紀半ばに教会の改革が行われるまでカロリング体が取りあげられることはなかった。スペインでは、伝統的な西ゴート体 が生き残った。南イタリアではベネヴェント体がロンバルディアのベネヴェント公国で13世紀まで生き残ったが、ロマネスカ体が最後には南イタリアでも使われるようになった。

## 文化伝播に果した役割
カロリング・ルネサンス期の学者は、それまで忘れ去られていた多くのローマのテキストを探し出し、新しく読みやすい標準化された文字で筆写した。古典文学に関する現在の我々の知識の大半は、カール大帝の写字室で作られた写本に由来する。8世紀から9世紀の間に書かれたものだけでも、7000を超えるカロリング期の写本が現在まで残っている。
カロリング小文字体はブラックレターに取ってかわられたが、初期ルネサンス時代の人文主義者にとってカロリング期の写本は完全に「古典的」なものであったため、カロリング期の写本が古代ローマの原本と勘違された結果、ルネサンス時代の書体はカロリング小文字体を元にして作られた。その後、おなじ書体がヴェネツィアのアルドゥス・マヌティウスなどによる15世紀から16世紀の活版印刷にも使われた。近代の小文字の活字はこのようにして形成された。